# Fahmi Quadir
Fahmi Quadir (* 19. August 1990) ist eine US-amerikanische Shortsellerin und Chief Investment Officer ihres Unternehmens Safkhet Capital. Bekannt wurde sie durch die Netflix-Dokumentation Dirty Money und den damit zusammengehörigen Fall des Valeant-Unternehmens.

## Leben

### Kindheit und Studium
Quadir wuchs als jüngste Tochter von aus Bangladesch ausgewanderten New Yorker Eltern auf. Von 2008 bis 2012 besuchte sie das Harvey Mudd College in Kalifornien und schloss mit einem Bachelor of Science in Mathematik und Biologie ab.
Neben dem Studium arbeitete sie an zahlreichen Forschungen, Studien und Strategien mit. Von April 2006 bis Februar 2007 führte sie Studien und Datenanalysen zur Optimierung der Gesundheitsversorgung am Maimonides Medical Center durch.
Von April 2007 bis Februar 2008 untersuchte sie die Auswirkung von Anästhetika auf den menschlichen Körper und half bei der Optimierung der Dosierung im Stony Brook University Medical Center.
Mai 2010 bis Dezember 2010 half sie bei der Verbesserung des Schutzes von Jugendlichen, welche unter sexueller Gewalt leiden. Sie forschte im Themengebiet „Gewalt gegen Frauen“ und modellierte Risikofaktoren am ICDDR,B (International Centre for Diarrhoeal Disease Research).

### Berufliche Laufbahn
Der Wunsch nach Gerechtigkeit leitete Quadir in die berufliche Richtung des Shortsellings. Auch ihre Kindheit als jüngstes Familienmitglied einer großen Familie prägte sie. Die Berliner Zeitung zitiert sie mit den Worten: „Ich war die Jüngste in unserer großen Familie, ich konnte gut gegen alles sein“ und „Werte sind nicht nur Hülsen, sie bestimmen mein Leben“. Shortselling sieht sie als revolutionären Akt: Die sogenannten Leerkäufe tun ihrer Ansicht nach den Verbrechern dort weh, wo sie es spüren, im Portemonnaie.
Von September 2012 bis März 2015 arbeitete sie bei Dralles Consulting, von September 2012 bis März 2013 als Analystin, von April 2013 bis September 2014 als Associate und von Oktober 2014 bis April 2015 als Senior Associate. Im April 2015 wechselte sie zu Krensavage Asset Management. Unter Mark Cohodes lernte und arbeitete sie dort von Mai 2015 bis April 2017 als Aktienanalytikerin. Dort verbuchte sie erste bekannte Erfolge, als sie gegen die Pharmafirma Valeant wettete und gewann. Unter anderem deckte Quadir auf, dass das Unternehmen Preise der Medikamente in die Höhe trieb. Damit verdiente sie sich nicht nur den Spitznamen the assassin (die Attentäterin), sondern trat auch in der Netflix-Dokumentation Dirty Money über den Fall auf.
Im Juli 2017 gründete sie ihre eigene Firma, Safkhet Capital, in der sie die Rolle der CIO belegt. Safkhet Capital dreht sich um Unternehmenskriminalität und wie man diese aufdecken kann im Zusammenhang mit Aktien und Fonds.
2018 kam sie auf die Forbes-30-under-30-Liste im Bereich Finance.

### Wirecard-Skandal
Quadirs größter Erfolg bis heute ist die Aufdeckung des Wirecard-Skandals. Nachdem Wirecard einen großen Teil von Citi übernommen hatte, wurde Quadir auf das Unternehmen aufmerksam und beschloss selber nachzuforschen. Nachdem sie und auch die Financial Times vor Wirecard warnten, wurde sie auch zum Untersuchungsausschuss von den Grünen nach Deutschland eingeladen und trat als Zeugin auf.